# صراع العروش: الموسم 2 (موسيقى تصويرية)
تم نشر ألبوم الموسيقى التصويرية للموسم الثاني من مسلسل إتش بي أو صراع العروش، بعنوان صراع العروش: الموسم 2، في 19 يونيو 2012. تم أداء الموسيقى الآلية لرامين جوادي بواسطة أوركسترا الفيلم التشيكي والجوقة وتم تسجيلها في قاعة الحفلات الموسيقية رودولفينوم في براغ.

## الجوائز والترشيحات
| العام | الجائزة                                              | الفئة                      | المرشح(ون) | النتيجة | م.    |
| ----- | ---------------------------------------------------- | -------------------------- | ---------- | ------- | ----- |
| 2012  | جوائز الجمعية الأمريكية للملحنين والمؤلفين والناشرين | أفضل المسلسلات التلفزيونية |            | فوز     | [ 2 ] |